# Mandat (justice)
Un mandat est un document délivré par une personne compétente, généralement un juge ou un magistrat, attestant de l'autorisation d'effectuer un acte qui, sans ce mandat, violerait les droits individuels, dans le cadre d'une enquête ou d'une instruction.
Le mandat protège juridiquement la personne, le plus souvent un shérif ou un officier de police, exécutant l'acte. Il existe de nombreux types de mandats : mandat d'arrestation, mandat de perquisition, mandat d'exécution par exemple.

## Par pays

### Canada
En droit pénal canadien, il existe plusieurs types de mandat, dont le mandat d'arrestation (qui peut être un mandat visé, un mandat non visé ou un mandat délivré par le tribunal), le mandat de perquisition, le mandat pour le prélèvement d’échantillons de sang et le mandat relatif aux analyses génétiques,

### États-Unis
Aux États-Unis, un mandat est demandé pour toute perquisition par le Quatrième amendement de la Constitution des États-Unis.

### France
Le mandat au sens américain du terme est plus voisin de la commission rogatoire française que du «mandat» français, qui, en revanche est plus semblable à la famille d'ordonnances apparaissant sous le nom de « writs of habeas corpus ».[réf. nécessaire]